# Enrique Gómez Carrillo

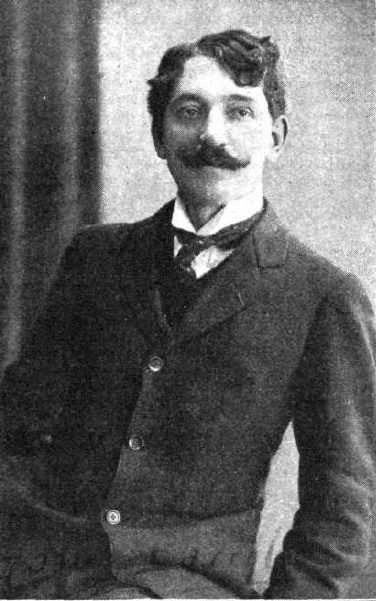

Enrique Gómez Carrillo, född 27 februari 1873, död 29 november 1929, var en guatemalansk författare.
Gómez Carrillo har främst, under påverkan från Pierre Loti, gett högartistiska skildringar från Egypten, Algeriet, Palestina och Japan, efter hand samlade i bokform från 1908 och framåt. Han har dessutom framträtt som återberättare av tebanska helgonlegender (Flores de penitencia, 1912) och som romanförfattare med verk som El evangelio del amor (1923).